# Senyera (Walencja)
Senyera – gmina w Hiszpanii, w prowincji Walencja, we wspólnocie autonomicznej Walencja, o powierzchni 2,03 km². W 2011 roku liczyła 1193 mieszkańców.